# Bernhard Viiding
Bernhard Viiding (* 7. Juni 1932 in Ariste; † 10. März 2001 in Tallinn) war ein estnischer Lyriker und Publizist.

## Leben
Bernhard Viiding schloss 1950 die Oberschule von Kuressaare ab und lernte danach zwei Jahre auf dem Lehrerinstitut in Tallinn. Von 1952 bis 1957 studierte er an der Universität Tartu estnische Philologie. Danach arbeitete er als Journalist bei verschiedenen Zeitungen, von 1964 bis 1966 war er zudem Aspirant am Institut für Sprache und Literatur. Von 1968 bis 1984 war er verantwortlicher Redakteur der Zeitung Televisioon. Danach war er eine kurze Zeit freiberuflich tätig, 1991 gründete er eine eigene Agentur, die er bis 1994 leitete.
Bernhard Viiding war von 1962 bis 1989 Mitglied der KPdSU und seit 1999 Mitglied des Estnischen Schriftstellerverbandes.

## Werk
Viidings frühes Werk ist durch seine glühende Anhängerschaft an das sowjetische System gekennzeichnet, wie man bereits dem Titel der Alltagsbeschreibung In Kollektiven der kommunistischen Arbeit (1961) entnehmen kann. Später dagegen geriet er in direkten Gegensatz zur herrschenden Ideologie: Seine dokumentarische Erzählung Herman Kuning, die von Estlands erster Kolchose auf Saaremaa handelt und 1980 einen Preis beim Publizistikwettbewerb errungen hatte, wurde 1982 gedruckt. Auf Anordnung der EKP musste die gesamte Auflage jedoch eingestampft werden, weil sie zu „wahrheitsgetreu“ war. Erst 1997 konnte die Erzählung in der Zeitung Meie Maa erscheinen.
Seine Gedichte schrieb Viiding ausschließlich in seinem heimischen Dialekt von Saaremaa. Sie wurden in der Kritik sehr gelobt und mit dem Werk von Aleksander Suuman, Hando Runnel, Sven Kivisilndnik und Contra verglichen.

## Bibliografie

### Lyrik
- Tähe tüdruk ('Sternenmädchen'). Tallinn/Tartu: s.n. 1998. 96 S.
- Laev kaindlus ('Schiff unterm Arm'). Tallinn/Tartu: 1998. 96 S
- Katsu ilma kartsata elu peale minna ('Versuch ohne Leiter ins Leben zu gehen'). Tallinn: s.n. 1999. 152 S.
- Punane must ('Rotes schwarz'). Tallinn: B. Viiding 2000. 171 S.

### Prosa und Publizistik
- Kommunistliku töö kollektiivides ('In Kollektiven der kommunistischen Arbeit'). Tallinn: Eesti Riiklik Kirjastus 1961. 123 S.
- Kurist. Ülevaade Nõukogude Liidu kangelase elust. ('Über Kuri. Übersicht über das Leben eines Helden der Sowjetunion'). Tallinn: Eesti Raamat 1985. 112 S.
- Vastuvõtuõhtu ('Empfangsabend'). Tallinn: Eesti Raamat 1988. 149 S.
- Metsavenna elu. Karl Ruiso elust. ('Das Leben eines Waldbruders. Über Karl Ruisos Leben'). Tallinn: Olion 1991. 102 S.

## Sekundärliteratur
- Kauksi Ülle: Miskid nii keeba, in: Vikerkaar 4/1999, S. 102–104.
- Priidu Beier: Luule ja müstika, in: Keel ja Kirjandus 4/1999, S. 280–281.